# ナンシー・アージェンタ
ナンシー・アージェンタ（Nancy Argenta, 1957年1月17日 - ）は、カナダ出身のソプラノ歌手。本名はナンシー・モーリーン・ハービソン(Nancy Maureen Herbison)。

## 来歴
ネルソンの生まれ。バンクーバーでジェイコブ・ハムに声楽を師事した後、ウェスタンオンタリオ大学でマーティン・チェンバーズに薫陶を受ける。
1980年に大学を卒業し、エックハルト＝グラマッテ音楽コンクールで第一位を獲得した。その結果、カナダ・カウンシルの助成を受けてヨーロッパに留学し、デュッセルドルフに行ってジャクリーヌ・リヒャルトの下で研鑽を積んだり、ロンドンでヴェラ・ロージャの指導を受けたり、またピーター・ピアーズやジェラール・スゼーの謦咳に接したりした。
ロンドン滞在中に、カナダ人歌手のナンシー・ハーミストンとの混同を避けるために、ナンシー・アージェンタを名乗るようになった。1983年のエクサン・プロヴァンス音楽祭におけるジャン＝フィリップ・ラモーの《イポリートとアリシー》の上演に参加してデビューを果たし、エンシェント室内管弦楽団やイングリッシュ・コンサートなどのコンサートや録音に参加して名を上げた。